# Második Vërlaci-kormány
A második Vërlaci-kormány az Olasz Királyság által 1939. április 7-én megszállt Albánia első, 1939. április 12-e és 1941. december 3-a között hivatalban lévő kollaboráns fasiszta kormánya volt. Vezetője Shefqet Vërlaci közép-albániai nagybirtokos, konzervatív politikus volt. A kabinet készségesen hajtotta végre a két ország perszonáluniójához, az albán függetlenség elvesztéséhez vezető intézkedéseket, kiszolgálta az olasz politikai és gazdasági hegemóniát. Bár a kormány mozgásterét szűkre szabta a III. Viktor Emánuel hatalmát képviselő Francesco Jacomoni főkormányzó kézi vezérlése, Vërlaci kormányfő nem emelte fel hangját a fasiszta Olaszország albániai politikai és katonai céljait illetően. Az olasz megszállókkal és az akaratukat végrehajtó Vërlaci-kormánnyal szembeni ellenérzés hamarosan ellenállási mozgalommá szerveződött. 1940-től országszerte fokozódott a nacionalista Nemzeti Fronthoz köthető gerilla-hadviselés, 1941-től pedig a kommunista partizánok is megjelentek az albániai ellenállás hadszínterén. Bár a Wehrmacht támogatásával Olaszország a Görögország ellen vívott háborúban meg tudta őrizni Albánia területi integritását, sőt, 1941 nyarán jugoszláviai területek annektálásával megszületett Nagy-Albánia is, ezeket az eredményeket még nacionalista körökben sem tudták a fasiszta államrend széles körű támogatásává fordítani. Az egyre gyakoribb fegyveres rajtaütésekkel, ipari szabotázsakciókkal, utcai tiltakozásokkal szemben kormánya tehetetlennek bizonyult, a Vërlaci-kabinetet az ország urai 1941. december 3-án feloszlatták.

## Megalakulása és összetétele
A fasiszta Olasz Királyság hadserege 1939. április 7-én lerohanta Albániát. A megszállók április 12-én összehívták az alkotmányozó nemzetgyűlést, amely még aznap az olasz vezetőséggel jó kapcsolatokat kiépítő Shefqet Vërlacit kérte fel kormányalakításra. Bár Vërlaci készségesen vállalta a feladatot, a kabinet megalakítása némi nehézségekbe ütközött, az ország megszállása ugyanis az egyébként olaszbarát albán politikusokat is sokkolta. Francesco Jacomoni tiranai olasz követ és Giovanni Giro fasiszta vezető a háttérben győzködték és esetenként meg is fenyegették a vonakodókat. A kormánynévsor április 21-én lett végleges. Miniszterelnöki pozíciója mellett Vërlaci irányította a közmunkaügyi tárcát is, hat miniszterét pedig olaszszimpátiájukról ismert politikusok közül választotta ki. Belügyminisztere Maliq Bushati, külügyminisztere veje, Xhemil Dino, pénzügyminisztere Fejzi Alizoti, nemzetgazdasági minisztere Andon Beça, igazságügy-minisztere Xhafer Ypi, oktatásügyi minisztere pedig Ernest Koliqi lett.
Dino 1939 júniusában, az önálló albán külügyminisztérium megszűnésével kilépett a kormányból. 1940 áprilisától 1941 decemberéig Qemal Vrioni volt a kormány pénzügyminisztere. 1940. november 17-én a Dél-Albániában tartózkodó Xhafer Ypi igazságügy-miniszter egy görög bombázás során életét vesztette.

## Tevékenysége

### Albánia függetlenségének felszámolása (1939)
A két ország perszonáluniója a Vërlaci-kabinet megalakulásakor már eldöntött kérdés volt: az albán alkotmányozó nemzetgyűlés első ülésnapján, április 12-én döntést hozott arról, hogy az albán koronát felajánlják III. Viktor Emánuel olasz királynak, másnap pedig a római Fasiszta Főtanács közfelkiáltással helybenhagyta az albán kérést. Benito Mussolini a mindössze félórás ülést követően a Palazzo Venezia erkélyéről jelentette be a két ország egyesülését. Április 14-én a Camera dei fasci e delle corporazioni törvénybe iktatta az aktust, ezzel Olaszország és Albánia perszonáluniója bevégeztetett politikai valóság lett.
A Vërlaci-kormány készségesen asszisztált a perszonálunió politikai aktusainak végrehajtásához. Egyik első intézkedése volt az országnak a Nemzetek Szövetségéből való kiléptetése, a hivatalos folyamatot már április 13-án elindították. 1939. április 15-én Vërlaci miniszterelnök 49 tagú küldöttséget vezetett Rómába. Mussolini még aznap a Palazzo Veneziában fogadta az albán küldötteket, másnap pedig Vërlaci és az albán delegáció a Quirinale-palota nagytermében ünnepélyes körülmények között átnyújtotta az albán koronát III. Viktor Emánuelnek. Galeazzo Ciano külügyminiszter, Albánia annexiójának karmestere naplójában arról emlékezett meg, hogy az albán küldöttek hangulata nyomott és levert volt.
Április 20-án végrehajtották a két ország gazdasági integrációját is, életbe lépett a vám- és kereskedelmi unió, az albán frank árfolyamát az olasz lírához rögzítették, valamennyi korábban kötött albán külkereskedelmi szerződést érvénytelenítettek. Emellett Olaszország kizárólagos koncessziót kapott az albániai ásványkincsek kitermelésére és az infrastrukturális beruházásokra.
Eközben a háttérben Mussolini és Ciano már az albán külügyminisztérium megszüntetéséről egyeztetett. A türelmetlen Mussolini gyors lépéseket akart látni, de Ciano óvatosságra intette. Úgy vélte, hogy ezt a lépést óhatatlanul Albánia függetlenségének végleges megszűnéseként értékelné az albán és a nemzetközi közvélemény is, és az esetleges felháborodás kezelésére nincsenek felkészülve. Ciano inkább az albán kormány tekintélyének aláásására törekedett, hogy az általános elégedetlenség igazolhassa Albánia teljes annexióját. Végül az önálló albán külügyminisztérium 1939. június 3-án szűnt meg az olasz és az albán tárcavezetők, Ciano gróf és Dino aláírásával. A római külügy egy altitkári rangú tisztviselőjét, Zenone Beninit bízták meg az albán ügyek képviseletével, Albánia valamennyi külképviseletét bezáratták, ahogy az Albániába akkreditált diplomaták megbízatását is visszavonták.
1939. június 2-án elkészült az ország fasiszta alkotmánya, amelyet másnap Vërlaci saját kezűleg vehetett át az uralkodótól Rómában. Ugyanakkor az általa vezetett delegáció hivatalos előterjesztést nyújtott be a királynak, hogy a Vërlaci-kormány döntése értelmében egyesítse az olasz és az albán fegyveres erőket, a határőrséget, valamint a csendőrséget. Ez ugyan már a gyakorlatban bevégzett lépés volt, már május 24-én olasz hivatásos tisztek vették át az albán csendőrség és hatáőrség irányítását. Érdemei elismeréseként Vërlaci még ugyanaznap, 1939. június 3-án az olasz szenátus tagja lett.
Végeredményben Albánia államszervezetét és közigazgatását tekintve a fasiszta Olaszország mintájára kialakított fasiszta bábállam lett. Megmaradt nemzeti függetlenségét a saját államnyelv, zászló és bélyegkiadás jelentette.

### Az államszervezet és a közigazgatás fasizálódása (1939)
Belpolitikai téren szintén megindult az ország gyarmatosítása, amihez a történetírásban quisling- vagy bábkormányként emlegetett Vërlaci-kabinet készséggel asszisztált. Jóllehet, alkotmányjogilag a kormány volt a legfőbb végrehajtó hatalom, valójában a kabinet és a törvényalkotás Mussolini és az olasz külügyminiszter, Galeazzo Ciano, illetve 1939. április 22-ei szentesítését követően Francesco Jacomoni főkormányzó kézi vezérlése alatt állt. Jacomoni az albán kormány valamennyi tagja mellé egy olasz nemzetiségű állandó tanácsadót rendelt, így tartotta szoros kontroll alatt a kabinet tevékenységét. Ugyanakkor kétségtelen, hogy Vërlaci és kormánya nem emelte fel hangját Albánia fasizálódása ellen. Sőt, megnyilvánulásaik során egyetértésükről és támogatásukról biztosították az olasz politikai és katonai célokat. Vërlaci miniszterelnök 1939. május 24-ei nyilvános beszédében például lelkes szavakkal üdvözölte a perszonáluniót, az albán fegyveres testületek önállóságának megszűnését, a fasiszta Olaszországban az albán érdekek eminens képviselőit, az albánok „legrégibb testvéreit” láttatta. Beszédét az „Éljen sokáig a király, éljen sokáig a két testvérnép, éljen sokáig a Duce, szövetségünk összekovácsolója!” felkiáltással zárta. Kormányzása szimbolikus aktusokban sem szűkölködött. 1939. április 21-én például tiszteletbeli állampolgárságot adományozott Benito Mussolininek, Galeazzo Cianót pedig Tirana díszpolgárává tette. Május 9-én díszvacsorát adott a megszálló ország legmagasabb méltóságainak tiszteletére. Nemegyszer már a megszállóknak is sok volt Vërlaci buzgósága. Amikor 1939 decemberében Vërlaci azzal a javaslattal fordult Cianóhoz, hogy az emigrációban élő I. Zogu király ellen merényletet szervezzenek, Mussolini a tervek azonnali elvetésére adott utasítást. 1941 októberében Vërlaci arra készült, hogy az albániai olasz csapatok korábbi főparancsnokának, Ugo Cavallero tábornoknak érdemei elismeréseként 1000 hektárnyi földet adományoz fieri birtokaiból, de az ötletet még Ciano külügyminiszter is őrült túlzásnak nevezte.
1939. április 23-án Tefik Mborja vezetésével megalakult az Albán Fasiszta Párt – az ország egyetlen legális politikai pártja –, amely közvetlenül az olasz testvérszervezet irányítása alá tartozott, és valamennyi kormányhivatalnok számára kötelezővé tették a belépést.
1939 áprilisában előbb bezáratták a korçai francia líceumot, az iskola francia tanárait száműzték, majd hamarosan – még a tanév vége előtt – bezáratták valamennyi alap- és középiskolát. Az iskolák tanév vége előtti bezárásának indoka az volt, hogy az épületek az olasz katonai egységek elszállásolására kellenek, de a háttérben már készült a fasiszta szemléletű oktatási reform, a tanrend és a tananyag átalakítása is. Hasonlóképpen kiutasították az országból Léon Rey Apollóniában ásató francia régészcsoportját, valamint a malária ellen küzdő amerikai Rockefeller Alapítvány képviselőit. Tiltólistára tettek minden külföldi könyvet és folyóiratot, az olasz és német nyelvűek kivételével. Olasz vezetéssel sajtó- és propagandaügyi, valamint turisztikai direktorátusok alakultak.
A kormányalakítását követő hónapban, 1939 májusában 100-120 ezer olasz katona és mintegy 30 ezer polgári szakértő (mérnökök, orvosok, hivatalnokok és mások) érkeztek az országba, az április 20-a után automatikusan albán állampolgárságot kapó olaszok ellepték az állami hivatalokat, intézményeket és cégeket. Ugyanakkor más országok állampolgárainak beutazási feltételeit megnehezítették. Ez nem is annyira a politikai, mint a gazdasági integráció és monopólium szempontjából volt Olaszország számára fontos kérdés. Olasz geológusok, bánya- és kohómérnökök lepték el az albán hegyvidékeket, majd készítettek tervet az albániai ásványkincsek (vasérc, krómérc, rézérc, kőolaj, azbeszt stb.) kiaknázásáról, majd az olasz ipar szolgálatába állításáról. A megszállóknak emellett gondjuk volt a mezőgazdasági területek haszonvételére is, olasz cégek vették át a gyapot-, olajfa- és cukorrépa-termesztést. A szakértők seregét követően 1940 áprilisában 22 ezer olasz szakmunkás áthajóztatásával megindult a termelőegységek teljes gyarmatosítása. Az így előállított javak kivétel nélkül Olaszországba kerültek, a gazdasági termelés fellendült, de ennek jótéteményeiből az albán lakosság nem részesült.

### Az olasz–görög háború (1940–1941)
Albánia 1939. áprilisi megszállását követően azonnal megindult az olasz hadtestek áthajózása az Adriai-tengeren, 1940 augusztusában már 120 ezres olasz hadsereg tartózkodott albán földön. A haderőt elsősorban Dél-Albániában összpontosították, amivel a hadvezetés célja Görögország lerohanásának előkészítése volt. Mussolini optimizmussal tekintett a görögországi hadjárat elé, az olasz hatóságok és katonai diplomácia görög főtisztek megvesztegetésével, görögországi albán gerillacsapatok szervezésével készítették elő a terepet, albániai sajtójuk pedig már 1940 nyarától az albánság önrendelkezési jogait lábbal tipró görög kormány ellen hangolta a közvéleményt. 1940. október 28-án a hajnali órákban az olasz hadsereg átlépte az albán–görög határt. Az albán Vërlaci-kormány még aznap hadat intézett Görögország ellen, és kommünikéjében teljes támogatásáról biztosította az olaszok katonai lépését. Bár eleinte egyes olasz alakulatok mélyebben behatoltak görög területre, meglepően heves védelembe és ellenállásba ütköztek. November 1-jén a görögök Flórina vidékéről visszaszorították az olasz csapatokat, és Korça térségében 3 kilométer mélyen behatoltak albán területre. Az elkövetkező időszakban heves ellentámadásuk és a Brit Királyi Légierő folyamatos bombázásai morálisan szétzilálták az olasz sereget, hat héttel a háború kezdetét követően a görögök már a frontvonal teljes hosszában visszaszorították az olaszokat, és a háború Albánia területén zajlott. A háborúban az olaszok oldalán két albán zászlóalj és további kisebb egységek is harcoltak, de a nagy arányú dezertálás miatt hamarosan visszavonták őket a frontvonalról. A dél-albániai lakosság emellett örömmel támogatta az előrenyomuló görögöket az olaszok ellen vívott harcukban, egészen addig, míg a görög katonai parancsnokság világossá nem tette, hogy Görögország bekebelezni készül a dél-albániai területeket. Ezt követően az albán gerillák és fegyvert ragadó civilek felhagytak a görögök támogatásával.
1940 decembere után a görög előrenyomulás irama valamelyest megtorpant, de január végére már kritikussá vált a nagy túlerőben lévő, mintegy 270 ezres olasz hadsereg helyzete. A helyzet kritikus voltát jelzi, hogy Mussolini elrendelte több miniszter és fasiszta állami vezető felszerelését és az albániai frontra vezénylését. 1941 márciusában az olasz haderő összpontosított ellentámadásokat intézett a görög csapatok ellen a front minden pontján, de minden látványos siker nélkül, március közepére pedig az olaszok a korábbi frontvonal mögé szorultak. Az olasz katonai helyzetet végül a náci Németország hadserege mentette meg. A Wehrmacht 1941. április 6-án hadüzenet nélkül lerohanta Jugoszláviát, majd április 13-án az olasz és német erők megindították egyesített támadásukat a görög csapatok ellen. Április 22-ére a görög csapatokat teljesen kiszorították Albánia területéről, másnap pedig az Epiruszban harcoló görög hadsereg parancsnoka letette a fegyvert. Mussolini 1941. április 24-én kelt levelében személyesen köszönte meg Shefqet Vërlaci kormányfőnek az olasz győzelemhez való hozzájárulást.
Albánia az elkövetkező időszakban is készségesen támogatta Olaszország katonai céljait. Protektorát követve az albán kormány 1940. június 11-én hadat üzent az Egyesült Királyságnak és Franciaországnak, a keleti front megnyitása napján, 1941. június 22-én pedig a Szovjetuniónak, egyúttal Sami Koka ezredest azzal bízták meg, hogy a német–szovjet frontra küldendő albán alakulatot szervezzen.

### Nagy-Albánia megszületése (1941)
Az albán közvélemény támogatását az olasz vezetés már a Görögország elleni háborúra készülve is azzal próbálta megnyerni, hogy Nagy-Albánia gondolatát sulykolta minden fórumon. A megszálló hatóságok 1940 júliusától egy Nagy-Albánia-térképet köröztettek, amely a reménybeli Albániát jugoszláv és görög területekkel megnövekedve ábrázolta.
Az albán egység védelmezőjének szerepében tetszelgő olaszok Görögország veresége után – a Jugoszláviát megszállt német katonai hatóságokkal egyetértésben – 1941. június 29-én valóban albán többségű jugoszláviai területeket csatoltak Albániához: az Ulcinj és Bar közötti montenegrói partvidéket; Gusinje környékét a Vermosh völgyével; Koszovó és Metohija vidékét Pristinával, Pejával, Gjakovával és Prizrennel; Macedónia északnyugati körzeteit Tetovo, Gosztivar és Kicsevo városokkal, valamint a Šar-hegység vonulataival; a Fekete-Drin felső völgyét Debarral, Sztrugával és az Ohridi-tó partvidékével. Ezzel a lépéssel Albánia területe 15 ezer km²-rel, lakossága 850 ezer fővel növekedett. Az albánok örömmel üdvözölték a korábban elszakított területek „hazatérését”, a Vërlaci-kormány céljai igazolásaként kommunikálta Nagy-Albánia megszületését, miszerint egyedül a fasiszta Olaszország garantálhatja a nemzeti célok elérését. A kormány kiépítette közigazgatását az annektált területeken, megszervezték a rendvédelmet, megindult a közúthálózat fejlesztése, kórházak, albán tannyelvű alap- és középfokú iskolák nyíltak, megindult az albán nyelvű helyi folyóiratok kiadása. Nagy-Albánia megszületése, különösen Koszovó és Nyugat-Macedónia egyesítése az anyaországgal némiképp javított az olaszok albániai helyzetén: bár ezeken a területeken is megszerveződtek az olaszok ellen fegyvert ragadó ellenállási csoportok, a területek lakosságának nagy része a több évtizedes másodrendű állampolgári lét után kedvezően fogadta a fejleményeket. Megszervezték az Albán Fasiszta Párt helyi csoportjait, majd – főként koszovói albánokból – felállították a Szkander bég hadosztályt, amely aztán kíméletlenül és büntetlenül számolhatott le a szerb polgári lakossággal. Szerbek és montenegróiak ezrei menekültek el lakhelyükről.

### Az ellenállás megszerveződése (1939–1941)
Az albánok nagy része ellenségesen viszonyult az olasz megszállókhoz és országuk nagy léptékű gyarmatosításához. Szinte rögtön kialakult a passzív ellenállás gyakorlata. Elterjedt a fasiszta (azaz olasz) termékek és szolgáltatások bojkottja, a polgárok távolmaradtak a megszálló hatóságok nyilvános eseményeitől, az Albán Fasiszta Párthoz csak kevesen csatlakoztak, szabotálták az egyébként kötelezővé tett fasiszta köszönést. Nagy ellenállást váltott ki a fegyverviselést megtiltó, a fegyverek beszolgáltatását előíró rendelet, különösen az ország északi régióiban. A rendeletet érvényesíteni akaró rendvédelmi szervek és a fegyvereikhez ragaszkodó mirditák között már 1939-ben kitörtek az első fegyveres konfliktusok. Az észak-albániai hegyvidékeken az olasz igazgatás nem is igazán tudott megszilárdulni, a helyi törzsek saját évszázados hagyományaikat követve élték az életüket. A vidék helyőrségeit az olasz katonaság csak indokolt esetben hagyta el, és nagy távolságokra nem is merészkedtek. 1939 júniusában Midhat Frashëri vezetésével megalakult a Nemzeti Front, amely a következő két évben, az Albán Kommunista Párt színre lépéséig a fegyveres ellenállást szervező legfontosabb politikai erő lett. 1939 végére, 1940 elejére általánossá váltak az utcai demonstrációk és fegyveres rajtaütések. 1940. április 11-én bevezették a sztrájkok és utcai demonstrációk, polgári tömegrendezvények teljes tilalmát és a rendelet megszegésének büntetőjogi következményeit. Ez több ezer albán állampolgár letartóztatásához, nemritkán Olaszországba deportálásához vezetett. Ekkoriban, 1940 április–májusában kapcsolódott be a brit hírszerzés az albániai ellenállás szervezésébe és pénzelésébe. 1940 augusztusában Mirditában 4-5 ezer, Mat vidékén 3 ezer, Kurveleshben ezer fegyveres követett el sorozatos rajtaütéseket a vidékükön állomásozó olasz alakulatokon, hidakat, utakat és hadtápraktárakat robbantottak fel. A megszállók ebben a hónapban 400 katonájukat veszítették el.
1941. január 13-án Vërlaci Rómában járt, ahol kérésére kihallgatáson fogadta őt Mussolini. Az albán miniszterelnök beszámolt a belpolitikai helyzet kedvezőtlen alakulásáról, arról, hogy az albán hadtestekből tömegesen dezertálnak, a görögök által elfoglalt déli területekről hajléktalanná lett menekültek árasztják el a fővárost és vidékét, ami az egyébként is szűkös lakhatási és élelmiszer-ellátottsági helyzetben kezelhetetlen terheket ró kormányára. Kabinetje gyakorlatilag minden népszerűségét elveszítette, a lakosság őt okolja az ország helyzetéért, ezért szeretné beadni a lemondását. Mussolini nem fogadta el lemondását, egyúttal megnyugtatta Vërlacit, hogy az olasz–görög fronton hamarosan kedvező fordulatokra lehet számítani.
A görögök felett aratott katonai győzelem után, 1941. május 10-én a perszonálunió uralkodója, III. Viktor Emánuel egyhetes látogatásra érkezett Albániába. Ciano beszámolója alapján Tirana utcáin lelkes tömeg várta a fővárosba beautózó uralkodót. Vërlaci az egy hét során végig az uralkodó kíséretéhez tartozott, egy alkalommal át is engedte III. Viktor Emánuelnek a minisztertanácsi ülés levezetését. Az uralkodói vizit kedvezően alakult, de a legutolsó napon váratlan incidens zavarta meg a kedélyeket. Amikor az uralkodó Vërlaci kíséretében 1941. május 17-én a repülőtérre hajtott, még Tiranában, a durrësi úton egy Vasil Laçi nevű fiatalember négy pisztolylövést adott le az autóra. Senki nem sérült meg, a királynak még egy tréfás kiszólásra is futotta lélekjelenlétéből, a merénylőt tíz nappal később felakasztották. A május 17-ei merénylet azonban nem elszigetelt eset volt, az antifasiszta ellenállási mozgalom komoly fejfájást okozott a Vërlaci-kormánynak és az olasz helytartóknak. 1941 áprilisában Abaz Kupi, Xhemal Herri, Gani Kryeziu és más zogista vezetők fellázították az északi törzseket az olasz megszállók elleni harcra, és ezer fegyveresük Shkodra térségéig előrenyomulva bocsátkozott harcba a megszálló olaszokkal. Erre válaszul Jacomoni főkormányzó az elnyomás fokozását rendelte el. A hatóságok csak 1941 májusában 1130 házkutatást tartottak, 21 131 albán ellen indítottak eljárást államellenes szervezkedés vádjával, és 5270 személyt szállítottak olaszországi koncentrációs táborokba. A gerillatevékenység azonban országszerte erősödött, különösen Vlora és Berat térségéből érkeztek híradások az olaszok elleni sikeres fegyveres akciókról. Az ország kommunistái is megkezdték fegyveres ellenállásuk szervezését. 1941 augusztusában Myslim Peza partizáncsapata az ország középső részein, Tirana, Durrës és Kavaja vidékén aktivizálta magát. Szeptemberre már több száz fegyveres harcolt Peza parancsnoksága alatt, az északkeleti hegyvidékeken pedig Muharrem Bajraktari gerillái okoztak egyre nagyobb főfájást a megszállóknak és a Vërlaci-bábkormánynak egyaránt.
1941 októberére már az ország középső és északi területein is egyre kezelhetetlenebbé vált a helyzet a hegyvidéki területeken az olaszok és albán szövetségeseik ellen harcoló gerilla- és partizáncsapatok miatt. Egyre rendszeresebbé váltak az olasz konvojok és laktanyák elleni támadások, emellett szabotázsakciók nehezítették az olajföldeken és az ércbányákban folyó munkát is. Különösen súlyos gerillatámadás érte a rubiki rézbányát, amelynek során az üzem védelmére kirendelt katonákkal és csendőrökkel, valamint az olasz mérnökökkel és szakszemélyzettel együtt a halálos áldozatok és sebesültek száma ötszázra rúgott, emellett a termelőegységeket is lerombolták. Október 28-án a kommunista Enver Hoxha szervezésében antifasiszta tüntetésre került sor a tiranai miniszterelnöki hivatal előtt. Az olasz rendvédelmi erők vérbe fojtották a megmozdulást, három albán tüntető maradt holtan a téren, húszan megsérültek, de négy olasz katona, köztük két tiszt is életét veszítette. Ugyanaznap tüntetésekre került sor Korçában, Gjirokastrában, Vlorában és Shkodrában. Korçában már ekkor több halálos áldozatot és mintegy száz sebesültet követeltek a polgári lakosság és a karhatalmisták közötti összecsapások, de november 8-án újabb antifasiszta tüntetésre került sor a délkelet-albániai városban, amely során egy ember meghalt, többen megsebesültek. Miután a tüntetéseken feltűnő volt a fiatalok aránya, november 9-én a Vërlaci-kabinet belügyminisztériuma kihirdette rendeletét, amely alapján a jövőben a szülőket fogják büntetőjogi felelősségre vonni gyermekeik államrend elleni szervezkedéséért. Eközben 1941. november 8-án konspirációs körülmények között megalakították az Albán Kommunista Pártot, amely november 14-én kibocsátott, titokban terjesztett kiáltványában ellenállásra, a megszállókkal és albán szövetségeseikkel szembeni harcra szólította fel az albánokat. Az albán függetlenség kikiáltásának harmincharmadik évfordulóján, 1941. november 28-án ismét országszerte tüntetésekre és véres összecsapásokra került sor. Új elem volt, hogy ezúttal az Albániához csatolt és korábban olaszbarátnak mutatkozó Koszovó népe is demonstrált. Gjakovában hatezer tüntető vonult az utcákon „Le a fasizmussal!” és „Ki a megszállóval!” szlogeneket skandálva, letépve az útjukba kerülő olasz zászlókat. Jacomoni főkormányzó nyomására a kormány kiterjesztette az általános hadkötelezettséget a tizennyolc és ötvenöt év közötti férfilakosságra, az intézkedés azonban csak az egyébként is elégedetlen tömegek dühét szította fel.

## Feloszlása
A novemberi események a kormány egyébként sem kedvező megítélését végképp megrendítették belföldön és Olaszországban egyaránt. Jacomoni és Ciano már novemberben egyeztettek Vërlaci menesztéséről, 1941. november 11-én Mussolini is helybenhagyta a leváltására és utódlására vonatkozó terveket. Végül arra hivatkozásul, hogy miniszterelnökként képtelennek mutatkozott az ellenállási mozgalom letörésére, a közrend és köznyugalom fenntartására, 1941. december 3-án lemondatták Vërlacit. Utódjául Mustafa Kruját jelölték ki Albánia új miniszterelnökéül.
Vërlaci az elkövetkező években visszavonult a politika élvonalából. Az olasz megszálló hatóságokkal való kapcsolata megromlott, 1943-ban üdvözölte Olaszország kapitulációját és az ország német megszállását, majd 1944-ben a kollaboráns erőkhöz csatlakozva maga is pénzelt egy a kommunisták ellen harcoló közép-albániai gerillacsapatot. Életét emigránsként fejezte be 1946-ban. Belügyminisztere, Maliq Bushati 1943 tavaszán – még az ország olasz megszállása alatt – három hónapon keresztül maga is albán miniszterelnök lett.